# Marie Garnier

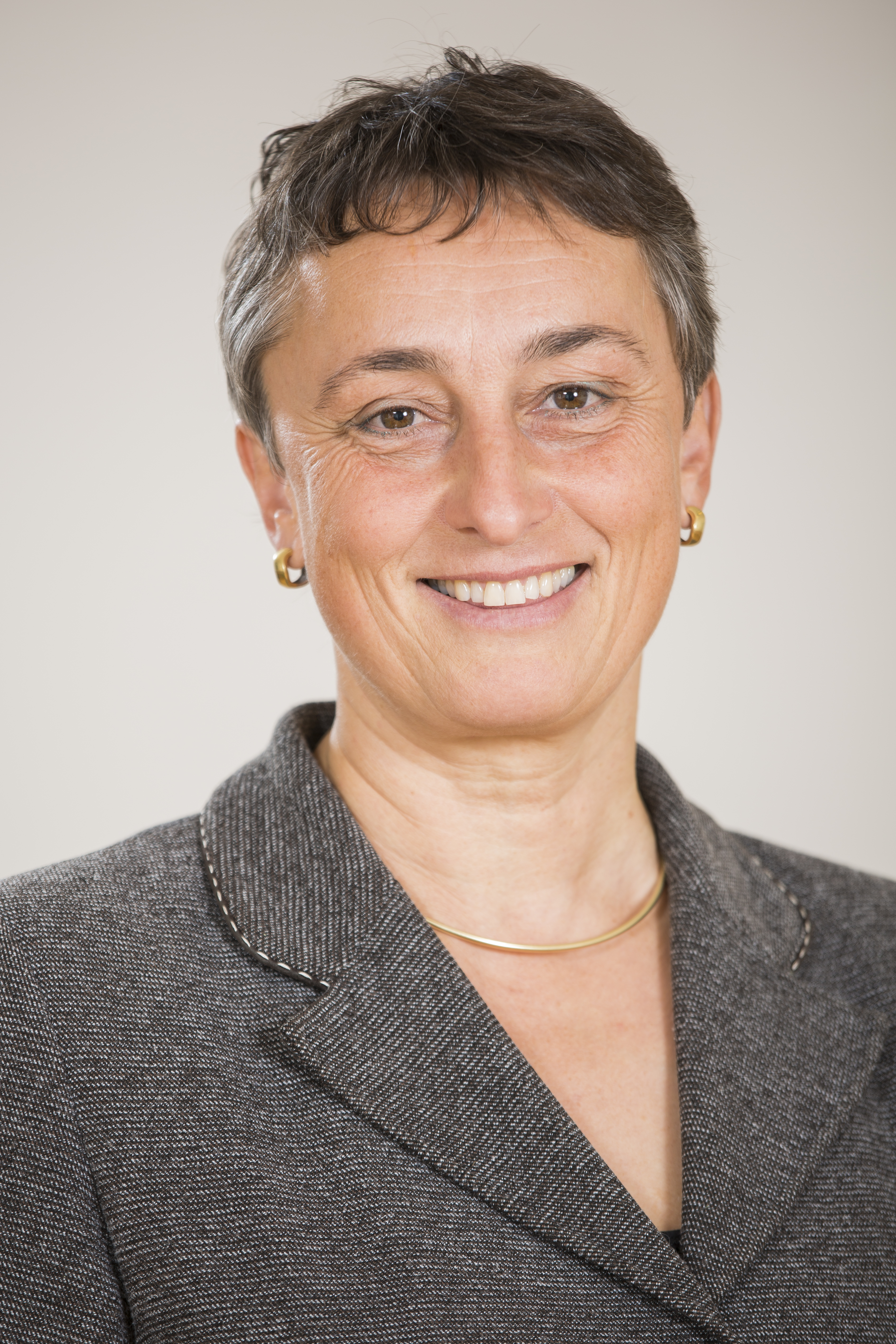
Marie Garnier (2013)

Marie Garnier (* 10. April 1962 in Bern, heimatberechtigt in Saignelégier) ist eine Schweizer Politikerin (Grüne) und ehemalige Staatsrätin des Kantons Freiburg.

## Ausbildung und Beruf
Marie Garnier besuchte Schulen in Freiburg und maturierte dort am Kollegium St. Michael. Nach einer Landwirtschaftslehre in Peney-le-Jorat absolvierte sie ein Studium der Agrarwissenschaften an der ETH Zürich. Mit dem Abschluss einer Agraringenieurin unterrichtete sie von 1988 bis 1989 am Landwirtschaftlichen Institut Grangeneuve. Anschliessend war sie Mitarbeiterin und später Prokuristin einer Zweigstelle des Büros Econat. Von 1997 bis 2011 leitete sie das Pro-Natura-Zentrum Champ-Pittet. Daneben war sie Jugend+Sport-Leiterin für Skifahren, Skilanglauf und Skitouren.
Garnier war unter anderem Mitglied der Eidgenössischen Natur- und Heimatschutzkommission (1992–1998) sowie der kantonalen Umwelt-, Natur- und Landschaftsschutzkommission (1995–2011) und verfasste Broschüren über Umweltthemen.
Im Januar 2021 übernahm Garnier die Leitung des Milchverbands Prolait der Romandie. Zwei Jahre später wurde sie zudem Präsidentin der Stiftung des Bibel-und-Orient-Museums in Freiburg.

## Politische Laufbahn

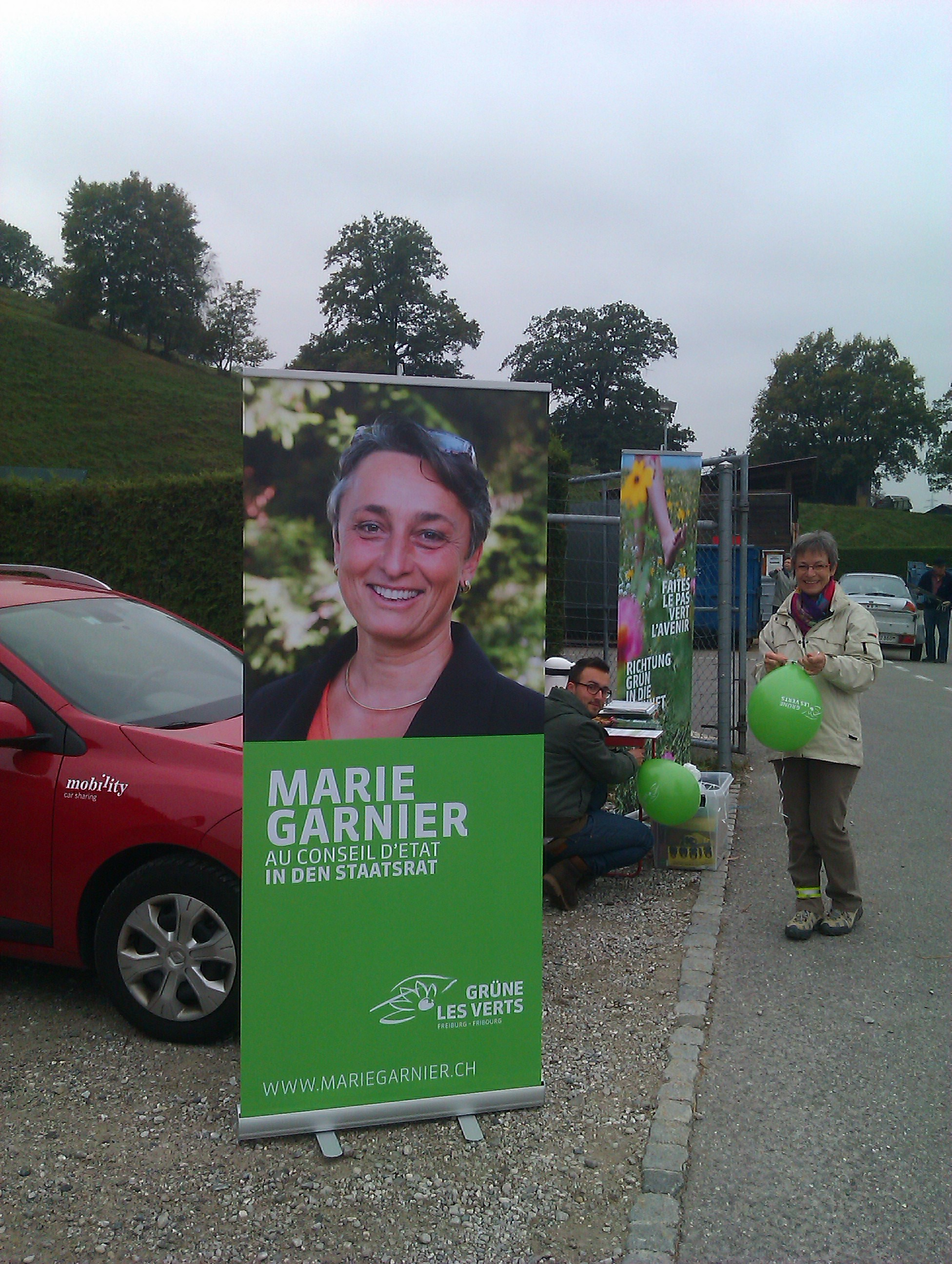
Wahlkampagne für den Staatsrat 2011

Garnier wurde 2000 auf der offenen Liste in den Verfassungsrat (bis 2004) gewählt. Im Jahr 2006 wurde sie Gemeinderätin (SP) von Villars-sur-Glâne. Nach Gründung einer Ortssektion wurde sie 2011 auf der grünen Liste wiedergewählt. Sie war für Raumplanung, Strassen, Verkehr und Umwelt verantwortlich.
Garnier wurde im Dezember 2011 Staatsrätin des Kantons Freiburg und war dort Direktorin der Institutionen und der Land- und Forstwirtschaft. Ihre Wiederwahl im November 2016 verlief erfolgreich. Nach einem Konflikt mit dem Präfekten des Saanebezirks gab sie am 8. November 2017 ihren Rücktritt aus dem Staatsrat zum 30. April 2018 bekannt. Didier Castella (FDP) wurde ihr Nachfolger. Der Neuenburger Staatsanwalt stellte 2019 die Legitimität ihres Handelns fest.

## Privates
Garnier ist Mutter von zwei Kindern und wohnt in Grandson. Ihr Partner Olivier Overney, Generalrat und Enkel des Nationalrats Constant Overney, starb im Februar 2019. Ihre Mutter arbeitete als Krankenschwester, ihr Vater war Arzt, Hauptmann der Sanitätstruppen sowie Kommunalpolitiker der Stadt Freiburg. Die Familie Garnier wanderte aus Frankreich ein.